# Árpád Sterbik
Árpád Sterbik (srbsko Арпад Штербик), španski rokometaš srbsko-madžarskega rodu, * 22. november 1979, Senta (SFRJ).
Leta 2010 je na evropskem rokometnem prvenstvu s špansko reprezentanco osvojil 6. mesto.